# Mommenheim (Rheinhessen)
Mommenheim település Németországban, Rajna-vidék-Pfalz tartományban. Lakosainak száma 3087 fő (2023. december 31.). Mommenheim Harxheim és Lörzweiler községekkel határos.

## Népesség
A település népességének változása:
| Lakosok száma | 1363 | 3077 | 3157 | 3127 | 3094 | 3111 | 3087 |
|               | 1975 | 2014 | 2017 | 2019 | 2021 | 2022 | 2023 |